# Iúçufe IV de Granada
ʾAbū Alhajaje ibne Almaul ibne Maomé (em árabe: أبو الحجاج يوسف بن المول بن محمد; romaniz.: al-Ḥajjāj Yūsuf ben al-Mawl ben Muḥammad) ou simplesmente Iúçufe IV, conhecido como Abenalmao[a] pelos castelhanos foi o 16º rei nacérida de Granada, que reinou alguns meses em 1432. Neto de Maomé VI pela parte materna, "o Ruivo" (r. 1360–1362),[b] subiu ao trono com o apoio de João II de Castela, destronando Maomé IX Aliaçar.
É provável que Iúçufe V seja o Abenámar do Romance de Abenámar, um  curto "romance de fronteira" que descreve o encontro entre o mouro granadino Abenámar e o rei João II de Castela em 1431.

## Ascensão ao trono
Depois da execução de Maomé VIII por Maomé Alaiçar em março de 1431, Raduão Banigas, líder do poderoso clã dos Banigas (Banu Egas ou Venegas) e do partido dos legitimistas (Maomé VIII era herdeiro legítimo do trono por ser filho de Iúçufe III e foi destronado por Maomé IX), que tinha apoiado Maomé VIII, procurou outro pretendente. Em vez de escolher um dos netos de Iúçufe II, como Iúçufe ibne Amene ibne Iúçufe ou Saade Almostaim, como seria mais lógico, Raduão prefere alguém que lhe está mais próximo — o seu cunhado Iúçufe ibne Almaul ibne Maomé. Os dois netos de Iúçufe II, ainda muito jovens, apoiam esta escolha.
Apesar de João II de Castela ter apoiado, embora de forma ambígua,  Maomé IX contra Maomé VIII quando o primeiro regressou da Tunísia em 1428 ou 1429 para recuperar o trono nacérida, o rei castelhano nunca chegou a dar-lhe qualquer apoio decisivo, preferindo em vez disso fomentar os conflitos internos no emirado para que este reconhecesse vassalagem a Castela e para obter tributos mais avultados. Após Maomé IX retomar o poder não conseguiu chegar a acordo com João II, que continuou a exigir mais concessões e a recusar um tratado de paz permanente.
Os conspiradores adversários de Maomé IX decidem pedir ajuda ao rei castelhano. Para tal, Raduão dirige-se à corte castelhana reunida em Córdova e aconselha os castelhanos a atacarem diretamente Granada. A 3 de junho de 1431, João II divulga uma bula do papa Martinho V que proclama que a conquista de Granada é uma cruzada. O exército castelhano entra no emirado granadino sem encontrar resistência. No dia seguinte, Raduão Banigas e Iúçufe ibne Almaul saem de Granada para ir ao encontro do rei castelhano. Este último, em vez de reconhecer Iúçufe como o seu novo vassalo soberano de Granada, limita-se a oferecer-lhe hospitalidade.
As tropas de Maomé IX, comandadas por Maomé Alanafe ("o Coxo", futuro Maomé X) são derrotadas a 1 de julho de 1431 na batalha de Higueruela pelo exército castelhano comandado por Álvaro de Luna. Apesar disso, os castelhanos param o seu avanço e não entram na cidade de Granada. O plano de João II, que passa por desestabilizar o emirado, tem sucesso, pois pouco tempo depois tinham-se juntado a Iúçufe vários adversários de Maomé IX e uma parte dos Abencerragens, um clã influente e rival dos Bannigas, que até então tinha apoiado Alaiçar.

## Reinado
Em setembro de 1431, Iúçufe ibne Almaul assina em Ardales um tratado com João II que estipula os termos da vassalagem de Granada. Este tratado deveria ser ratificado quando Iúçufe ocupasse o trono em Granada. Maomé IX, abandonado por todos exceto os Abencerragens, acaba por abandonar Granada e fugir para Almeria, que lhe continuava fiel, após uma rebelião no bairro do Albaicín. Ao saber disto, Iúçufe envia de Íllora Raduão Banigas com 600 cavaleiros, a fim de ocuparem Granada. Raduão enfrenta uma resistência ligeira dos últimos partidários de Alaiçar e entra facilmente na capital do emirado com os seus homens.
Iúçufe Almaul entra em Granada a 1 de janeiro de 1432. O seu primeiro ato político é nomear Raduão Banigas como vizir. A 27 de janeiro, Iúçufe Almaul torna-se oficialmente Iúçufe IV na Alhambra. Ratifica o tratado de vassalagem com Castela, promete libertar todos os cativos cristãos que tivesse nos seus territórios, não consentir que no seu território um cristão se convertesse ao islão e a pagar anualmente a Castela um tributo de 20 000 dobrões de ouro de boa qualidade. O tratado obrigava ainda o emir a fornecer a Castela 1 500 cavaleiros e a custeá-los no caso de Castela ser atacada.
Este tratado humilhante produz uma grande consternação em Granada. Os alfaquis (juristas islâmicos) incitam ao apoio a Maomé IX, que abandona Almeria para ir para Málaga, onde tem numerosos partidários, juntamente com aqueles que o tinha acompanhado na fuga de Granada e com alguns habitantes de Almeria. Também apela ao califa haféssida Abu Faris, que o tinha ajudado a recuperar o poder em 1429. A ocasião de passar ao ataque tinha chegado, pois a maior parte das cidades do emirado começavam a rejeitar a autoridade de Iúçufe, que nunca logrou impor a sua autoridade sobre todo o reino.
O lugar-tenente de Maomé IX, Maomé, "o Coxo" e 500 cavaleiros atacam Granada de surpresa, tomando a almedina, o Albaicín e uma parte da Alhambra. Iúçufe ibne Almaul apela aos Castelhanos, que reúnem tropas a que se juntam cerca de 400 cavaleiros que continuam fiéis a Iúçufe. Maomé, o Coxo, receia ser apanhado entre dois fogos, pelo que sai da cidade para poder combater em campo aberto. O seu exército encontra os reforços enviados de Castela na planície e derrota-os.
Iúçufe IV compreende então que já não meios para resistir. Capitula frente o Coxo e é feito prisioneiro, mas a sua vida é poupada. No fim de abril de 1432, Maomé, o Coxo envia uma mensagem a Maomé IX anunciando-lhe a captura do seu rival. Maomé IX reentra triunfalmente em Granada, sobe à Alhambra e liberta Iúçufe IV da prisão. Este refugia-se em Castela e nada mais se sabe sobre ele. Pode supor-se que morreu em Castela. Alguns autores referem que Iúçufe teria sido executado por Maomé IX em abril de 1432. Raduão Banigas e outros apoiantes de Iúçufe fogem de Granada e refugiam-se em Castela.